# Elivélton Alves Rufino
Elivélton Alves Rufino (n. 31 iulie 1971, Serrania, Minas Gerais, Brazilia) este un fost fotbalist brazilian.
Între 1991 și 1993, Elivélton a jucat 13 meciuri pentru echipa națională a Braziliei.

## Statistici
| Brazilia | Brazilia | Brazilia |
| An       | Meciuri  | Goluri   |
| -------- | -------- | -------- |
| 1991     | 2        | 1        |
| 1992     | 3        | 0        |
| 1993     | 8        | 0        |
| Total    | 13       | 1        |